# Кремська Марія
Марі́я Кре́мська — українська борчиня. Бронзова призерка чемпіонату світу.

## З життєпису
1994 року в Софії у ваговій категорії до 65 кг виграла першу в історії жіночої боротьби України медаль світових чемпіонатів — бронзову.